# Täsch
Täsch je obec v německy mluvící části švýcarského kantonu Valais, v okrese Visp. Nachází se cca 5 km severně od Zermattu. Žije zde přibližně 1 300 obyvatel.

## Geografie

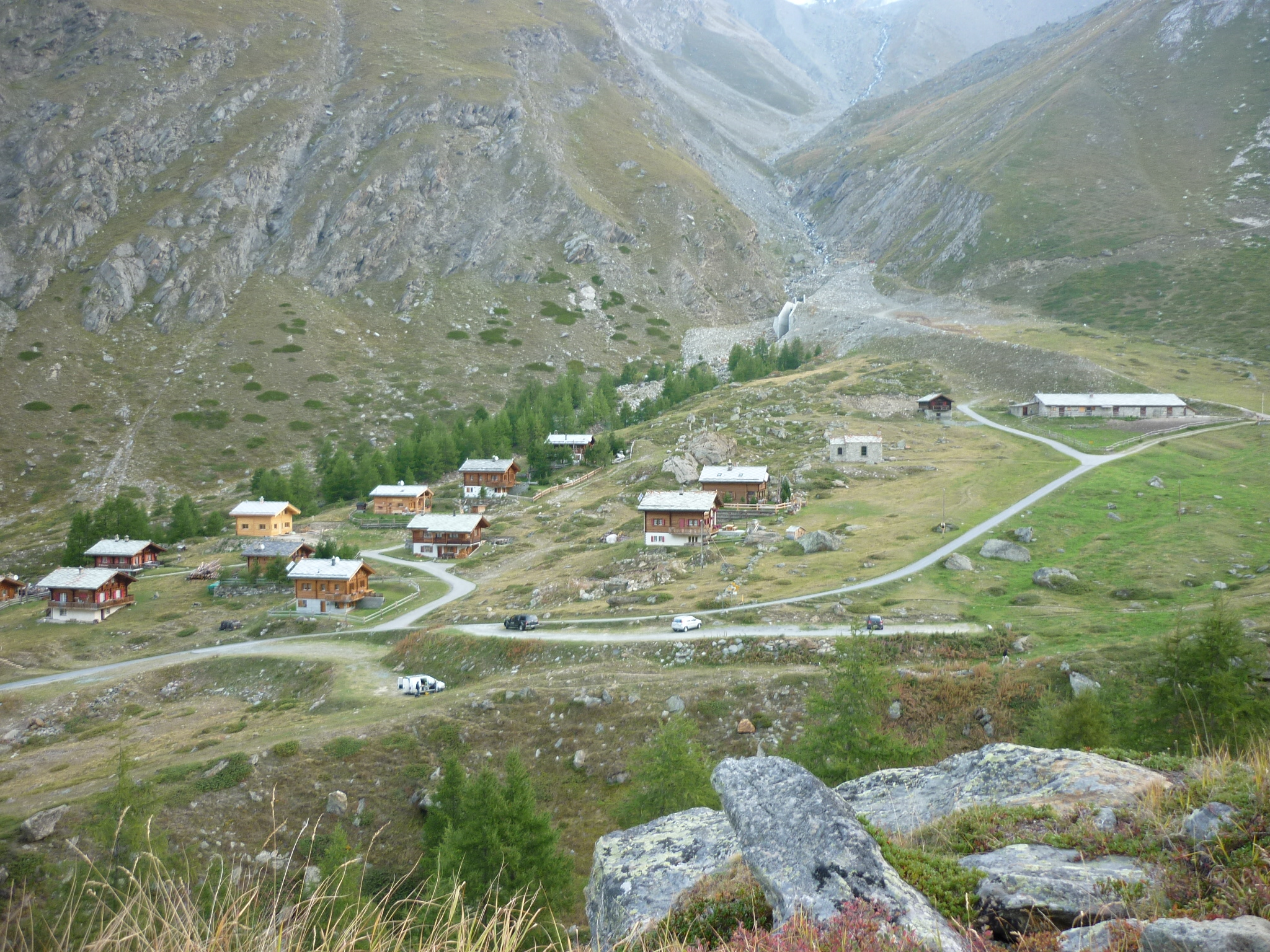
Täschalp

Obec leží v údolí Mattertal a zahrnuje hlavní obec Täsch spolu s vesnicemi Zermettjen, Täschberg a turistickou oblast Täschalp. V okolí se nachází téměř všechny nejvyšší vrcholy švýcarských Alp, jako Monte Rosa, Dom a Weisshorn. Přímo nad obcí je 4490 metrů vysoký Täschhorn. Katastr má rozlohu 58,7 km², z čehož je 11,7 % zemědělské půdy, 9,3 % lesů, 0,9 % je zastavěná plocha a 78,1 % je neúrodná půda.
Täsch je poslední vesnicí v Mattertalu před Zermattem. Odtud je silnice směrem na Zermatt od roku 1972 pro dopravu osobními automobily uzavřena a je nutné využít železnici společnosti Matterhorn Gotthard Bahn. Osobní auta lze zaparkovat na vícepodlažním parkovišti (Matterhorn Terminal Täsch) u nádraží, které bylo vybudováno v roce 2006. Má 2 100 parkovacích míst a od roku 2023 nabízí také 131 elektrických dobíjecích stanic s elektrickou energií, pocházející ze 100 % z vodní elektrárny.
Územím obce protékají řeky Täschbach a Mattervispa. Täschbach je zachycena v nadmořské výšce 1500 metrů pro tradiční zavlažování a od roku 1992 je v délce 1,2 km kompletně svedena do potrubí jako Suone Haltwasser.
V takzvaném Täschguferu (německy Gufer - v místním dialektu skalní úlomek, suť) způsobila eroze ve třech murrinách opakované poškození dna údolí a mimo jiné zasypala kantonální silnici Stalden-Täsch. Bloky skalního řícení pronikly do obydlených oblastí. Aby se zabránilo budoucím suťovým proudům, bylo na svahu vybudováno sedm ochranných hrází proti skalnímu řícení a dvě malé retenční nádrže. Silnici Europaweg chrání před skalním řícením štola v Täschguferu.

## Historie

Kostel v Täsch na historickém snímku

Täsch je poprvé zmiňován v roce 1302 jako Tech (lat. Pera). Ve 13. století zde sídlili šlechtici z Täsch, jejichž poslední dědic Junker Johann před rokem 1400 předal svá práva rodu Am Hengart. Již v roce 1305 tvořily Täsch a Randa kastelánství, spadající pod okrsek Brig. Až do roku 1552 byl nejvyšším soudcem Meier nebo Grosskastlan z Brigu, poté kastelánství patřilo majorátu St. Niklaus. Písemná zmínka o užívání Täschalpu pochází z roku 1555 a o vymezení oblasti od Zermattu z roku 1560.
V roce 1798 byly Täsch a Randa odděleny. Severní hranice s Randaërnem byla po mnohaletých sporech vyřešena až v roce 1841. Církevně patřil Täsch k Vispu, respektive k velké farnosti St. Niklaus až do roku 1423, kdy se stal samostatnou farností. Kostel z 15. století musel v roce 1939 ustoupit novému farnímu kostelu.

## Obyvatelstvo
| Vývoj počtu obyvatel | Vývoj počtu obyvatel | Vývoj počtu obyvatel | Vývoj počtu obyvatel | Vývoj počtu obyvatel | Vývoj počtu obyvatel | Vývoj počtu obyvatel | Vývoj počtu obyvatel | Vývoj počtu obyvatel | Vývoj počtu obyvatel |
| -------------------- | -------------------- | -------------------- | -------------------- | -------------------- | -------------------- | -------------------- | -------------------- | -------------------- | -------------------- |
| Rok                  | 1798                 | 1850                 | 1900                 | 1950                 | 2000                 | 2010                 | 2012                 | 2014                 | 2016                 |
| Počet obyvatel       | 140                  | 177                  | 251                  | 413                  | 831                  | 1126                 | 1165                 | 1235                 | 1237                 |

V roce 2000 uvádělo 85 % obyvatel jako svůj hlavní jazyk němčinu, stejně tak 85 % obyvatel se hlásilo v římskokatolické církvi.

## Hospodářství
Rozvoj horské zemědělské vesnice v turistickou destinaci v 19. století byl ovlivněn Zermattem. V roce 1891 byl Täsch napojen na železnici Brig-Visp-Zermatt Bahn. Obecní zastupitelstvo schválilo výstavbu hotelu Täschhorn, který byl otevřen v roce 1904 a po němž následovalo dalších šest hotelů a řada rekreačních bytů a chat. V bývalém hotelu Täschhorn dnes sídlí Sociálně zdravotní centrum (SMZ) Zermatt.
V roce 2005 bylo 88 % pracovních míst v sektoru služeb, který v roce 2009 napočítal přes 90 000 přenocování. Hostující pracovníci zaměstnaní v Zermattu bydlí často v obci Täsch kvůli nižšímu nájemnému.

## Doprava

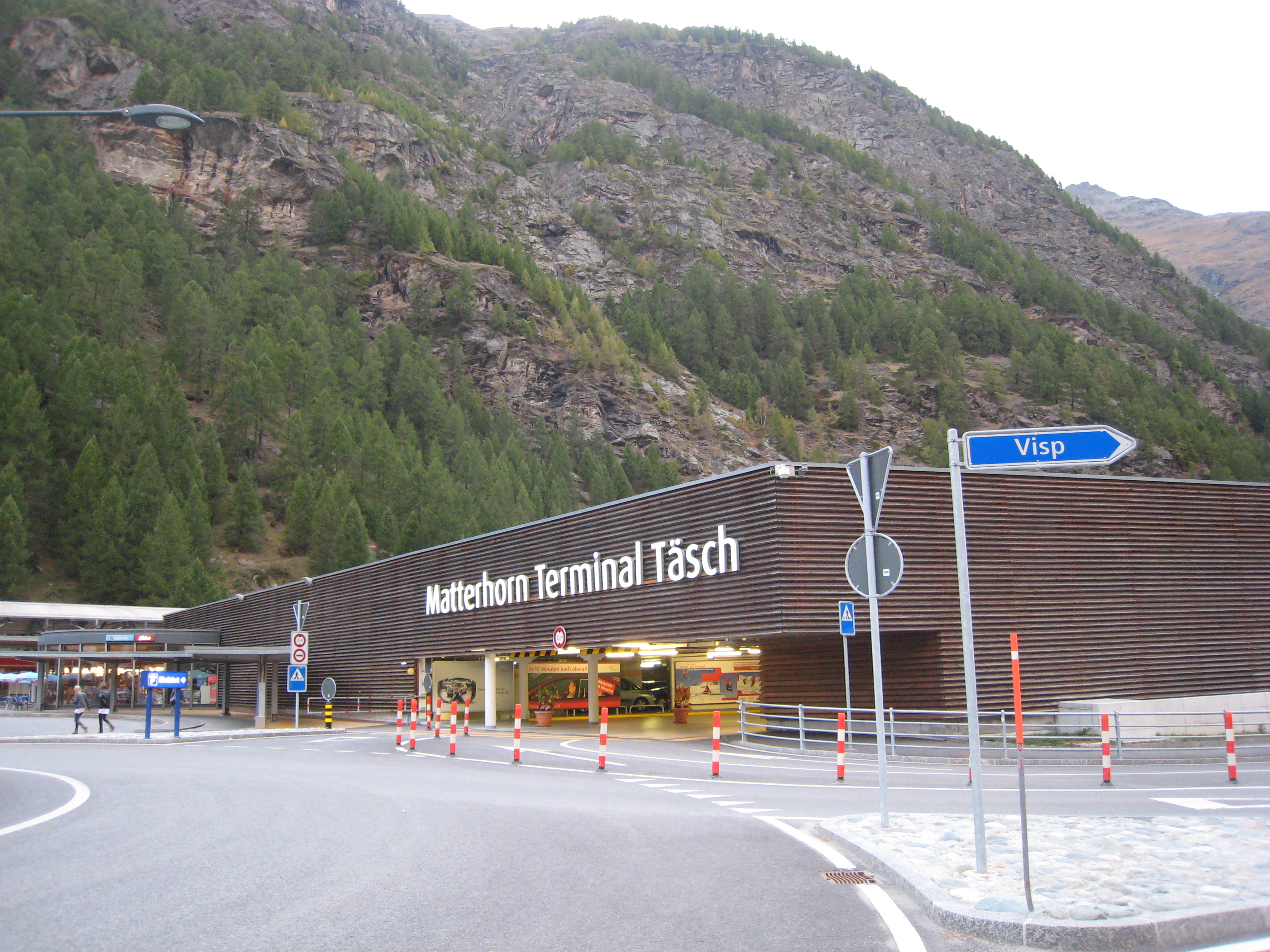
Terminál Täsch

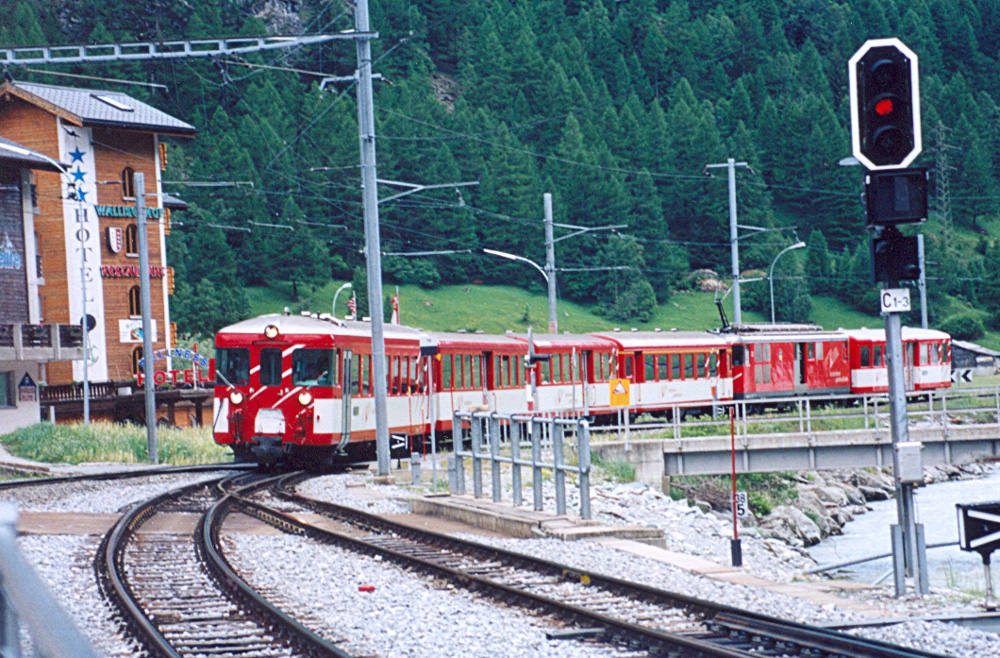
Vlak do Zermattu

V důležitém horském středisku Zermatt na konci údolí je vyloučena automobilová doprava, takže většina návštěvníků přijíždí do Zermattu ozubnicovou železnicí Matterhorn Gotthard Bahn (MGB, dříve samostatná BVZ Zermatt-Bahn) z Täsch (kyvadlová doprava od záchytného parkoviště). Vlakem z Täsch je možno pokračovat i dále dolů údolím až do Vispu a Brigu, kde je napojení na hlavní švýcarskou železniční síť.